# 2007年科技
2007年科學技術領域所發生的一些重要事件。

## 重大獎項
诺贝尔獎
- 物理学：阿尔贝·费尔（法国）、彼得·格林贝格（德国）
- 化学：格哈德·埃特尔（德国）
- 生理学或医学：马里奥·卡佩奇（美国）、马丁·埃文斯（英国）、奥利弗·史密斯（美国）
- 文学：多丽丝·莱辛（英国）
- 和平：艾伯特·戈尔（美国）和政府间气候变化专门委员会
- 经济学：里奥尼德·赫维克兹（美国）、埃克里·马斯金（美国）、罗杰·梅尔森（美国）

圖靈獎 
- |艾伦·爱默生
- 约瑟夫·斯发基斯
- 爱德蒙·克拉克